# Hidjaz

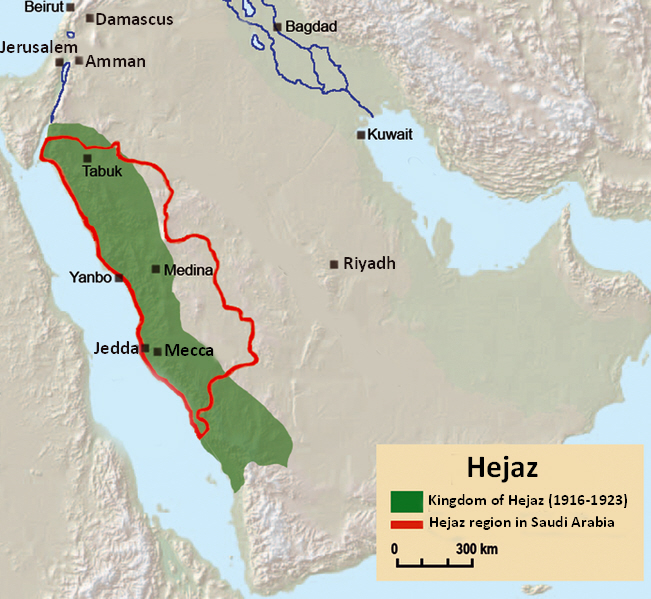
Hidjazul pe harta Peninsulei Arabice; în verde - regatul Hidjaz in anii 1916-1923; linia roșie - conturul Hidjazului ca regiune a Arabiei Saudite

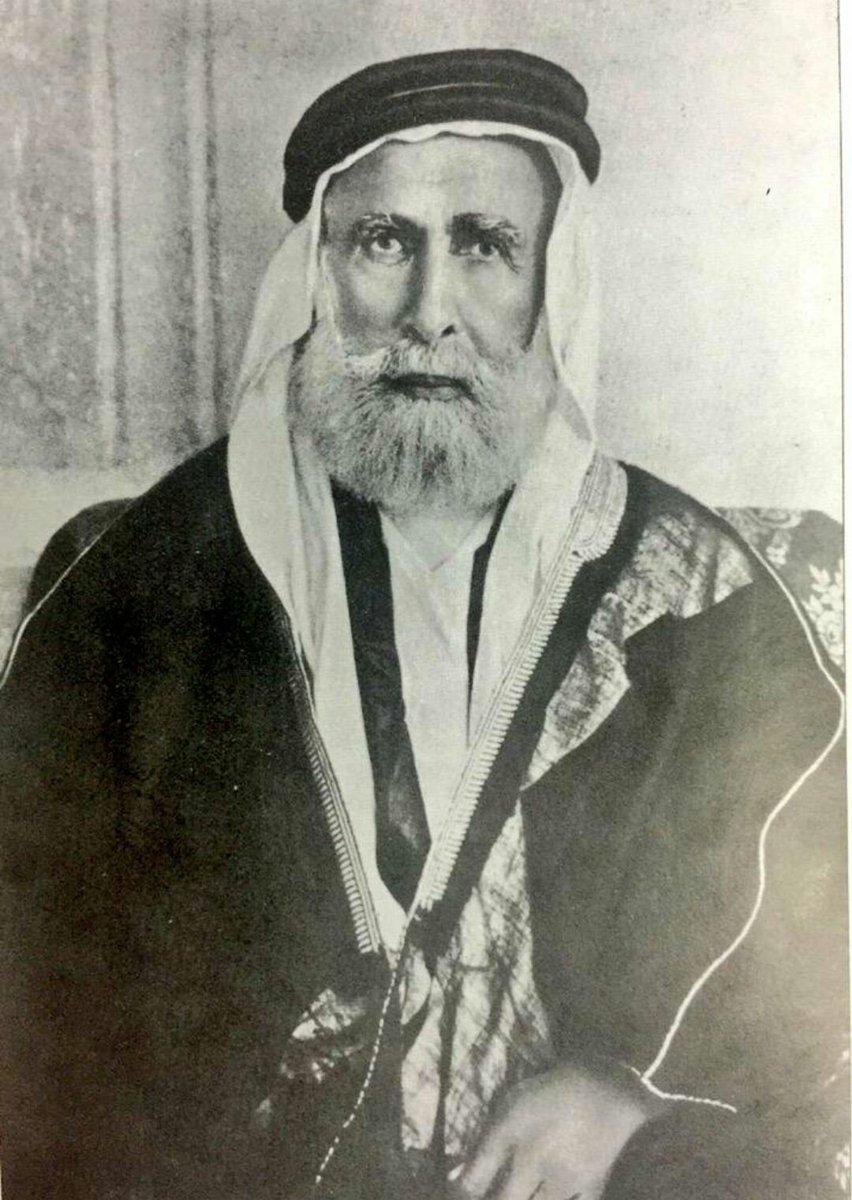
Hussein Ibn Ali, șariful Meccăi

Hidjaz sau Al-Hijaz (în arabă: الحجاز, însemnând literal „bariera”, în transcripție engleză Hejaz sau Hijaz ), denumit și „Provincia de vest”, este o regiune aflată în vestul Peninsulei Arabice și, în zilele noastre, în vestul Arabiei Saudite. 
Ea este marginită la vest de Marea Roșie, la nord de Iordania, la est de regiunea Nejd și la sud de regiunea Asir. Principalul ei centru urban este Jeddah (Djedda), dar ea este mai bine cunoscută prin cele două orașe cele mai sfinte ale religiei islamice, Mecca și Medina.
Hidjazul este numit astfel pentru că a reprezentat o barieră între Nejd la est și coasta Mării Roșii, numită Tihama, la est.     

## Istorie
Partea de nord a Hidjazului a făcut parte o vreme din provincia romană Arabia Petraea.
În secolul al VII-lea el a reprezentat centrul statului arab islamic înființat de Mohamed și devenit Califatul arab, înainte de transferarea capitalei acestuia la Damasc. Ulterior a fost sub controlul Califatelor și sultanatelor Egiptului, iar mai apoi - vreme de apropape o jumătate de mileniu -  al Imperiului Otoman. 
Între 1916-1923 șeriful Meccăi, Hussein Ibn Ali din dinastia hașemită, a condus aici un regat independent efemer. 
Având certitudinea sprijinului Marii Britanii, așa cum reieșea din corespondența sa cu diplomatul britanic McMahon,în 1916 Hussein Ibn Ali s-a proclamat rege al Hijazului, domnind până în 1923. El a condus așa numita „Revolta arabă” împotriva dominației otomane în regiune, iar al doilea și ultimul rege al Hidjazului a fost fiul său, Ali Ibn Hussein (1924-1925). Aceasta deoarece în anul 1925 regatul a fost cucerit de forțele emirului Nejdului, Ibn Saud. Ibn Saud l-a înlăturat pe Hussein Ibn Ali și pe fiul său de pe tronul Hijazului și a anexat regiunea la emiratul său, punând în cele din urmă bazele regatului numit din 1932 Arabia Saudită.      

## Geografie
Regiunea se află în lungul Șanțului tectonic Siro-African. Ea este cunoscută pentru nisipul ei mai închis la culoare, vulcanic. La est de zona costieră, amintită mai sus, sub numele Tihama, se ridică Munții Sarawat sau ai Hidjazului.

## Orașe
| - Jeddah - Mecca (Makkah al-Mukarramah) - Medina - Ta’if - Yanbu' al Bahr | - Tabuk - Badr Hunayn - Rabigh - Sabt Alalaya |